# Cementerio de San Yago
El Cementerio de San Yago o bien el «Cementerio de Santiago» (en inglés: St. Jago's Cemetery) Fue un cementerio en el territorio de ultramar británico de Gibraltar. También conocido como el Cementerio de Deadman (hombre muerto), se sitúa al norte del Muro de Carlos V. El cementerio fue utilizado inicialmente por los españoles pobres de La Turba, pero tras la captura de Gibraltar en 1704, fue utilizado como cementerio protestante. En 1929, el cementerio fue incorporado a las instalaciones recreativas del Cuartel de San Jago. Tres años más tarde, algunas de las lápidas restantes fueron transferidas al Cementerio de Trafalgar. Poca evidencia del antiguo cementerio permanece. Se destaca por haber sido el primer cementerio de Gibraltar, así como el único dentro de los límites de la ciudad.